# Software comercial
O Software comercial é software desenvolvido para comercializar ou com interesses empresariais.  Note que comercial e proprietário não são o mesmo. A maioria do software comercial é proprietário mas existe software livre que é comercial, e existe software não-livre não-comercial.
As características "Livre" e "proprietário" apenas representam atributos da licença do software. São modalidades de relações jurídicas que se pode estabelecer entre um particular e o fornecedor. No caso do "Software Proprietário" significa que a distribuição é realizada por comercialização e se dará no regime jurídico clássico comercial no qual a relação é baseada em restrições e permissões onerosas ou não, tutelando-se tanto a propriedade a autoria, e utilização do mesmo. 
No caso do "Software Livre" significa que  a distribuição é realizada em um regime jurídico de colaboração não compulsória no qual a relação se baseia, ao contrário, em liberdades, tutelando-se tão somente a autoria e a permanência desse mesmo regime nas distribuições subsequentes do software.